# Ratusz w Lubinie
Ratusz w Lubinie – został wzniesiony w roku 1768 w stylu barokowym, w XIX wieku został przebudowany. Obiekt został zniszczony w 1945 roku, a następnie odbudowany w roku 1950. Obecnie ratusz jest siedzibą Muzeum Historycznego w Lubinie oraz prezydenta miasta i rady miejskiej.

## Historia
Pierwszy renesansowy ratusz w Lubinie powstał w roku 1515, podczas dużej rozbudowy miasta. Obiekt ten uległ zniszczeniu w pożarze w 1757 roku i został rozebrany, a na jego miejscu wzniesiono w roku 1768 obecny budynek. Ratusz został znacznie przebudowany w XIX i XX wieku. Budowla uległa poważnym uszkodzeniom w roku 1945 w czasie działań wojennych i została odbudowana w 1950 roku, skutkiem czego utraciła w dużej mierze cechy stylowe. W 2010 roku ratusz został odrestaurowany, a jego wieżę pokryto miedzianą blachą.

Decyzją wojewódzkiego konserwatora zabytków z dnia 14 kwietnia 1981 roku ratusz został wpisany do rejestru zabytków. 

## Architektura
Ratusz jest budowlą późnobarokowa wzniesioną na planie prostokąta, ma dwie kondygnacje i jest nakryty czterospadowym dachem mansardowym z lukarnami. Na kalenicy znajduje się obita miedzianą blachą wieżyczka z tarczami zegarowymi, zwieńczona barokowym hełmem z iglicą. Elewacje ożywiają płytkie ryzality zwieńczone trójkątnymi przyczółkami. Ryzalit na fasadzie zachodniej ma tympanon, na którym wśród ornamentów roślinnych widnieje herb miasta.

## Galeria

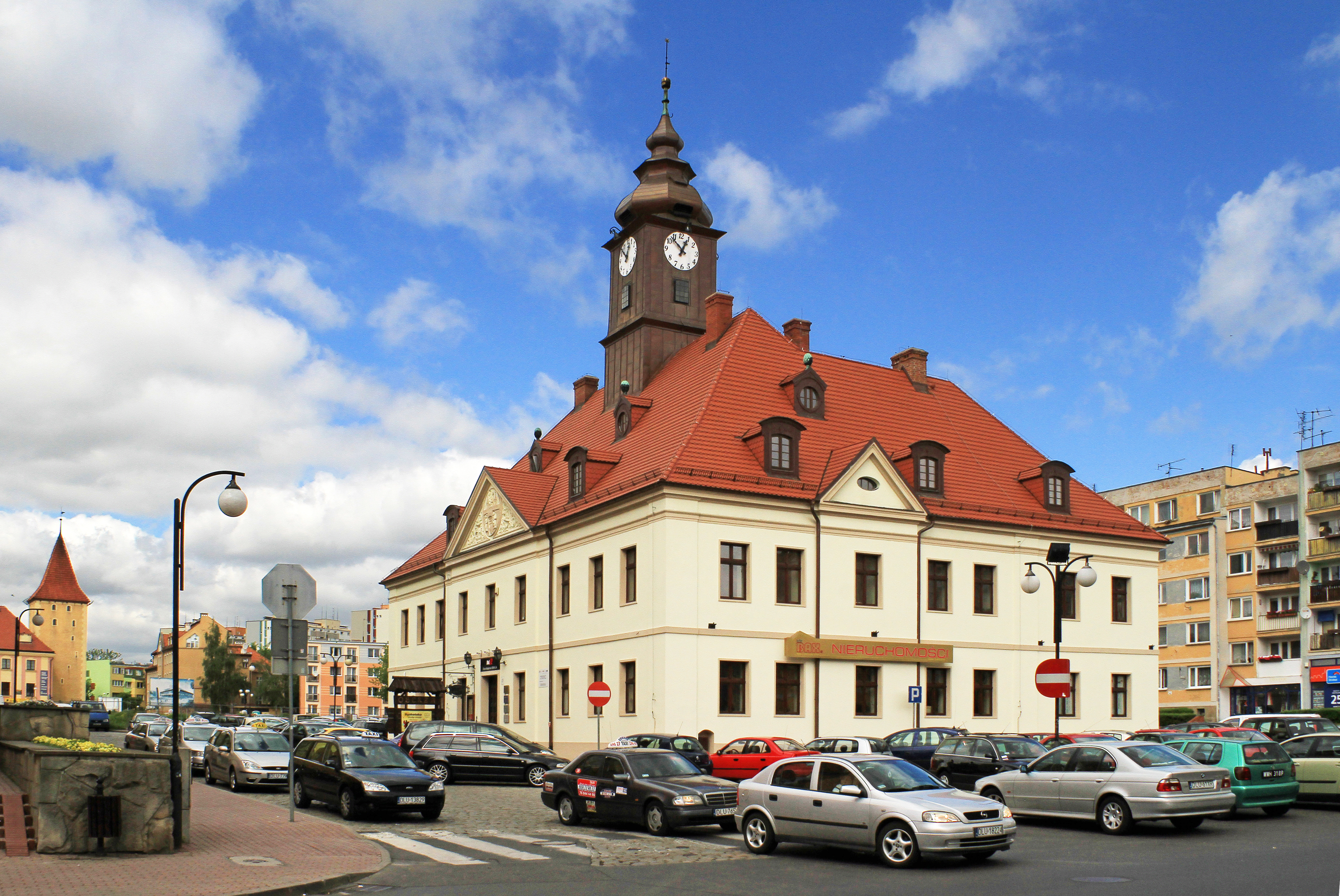
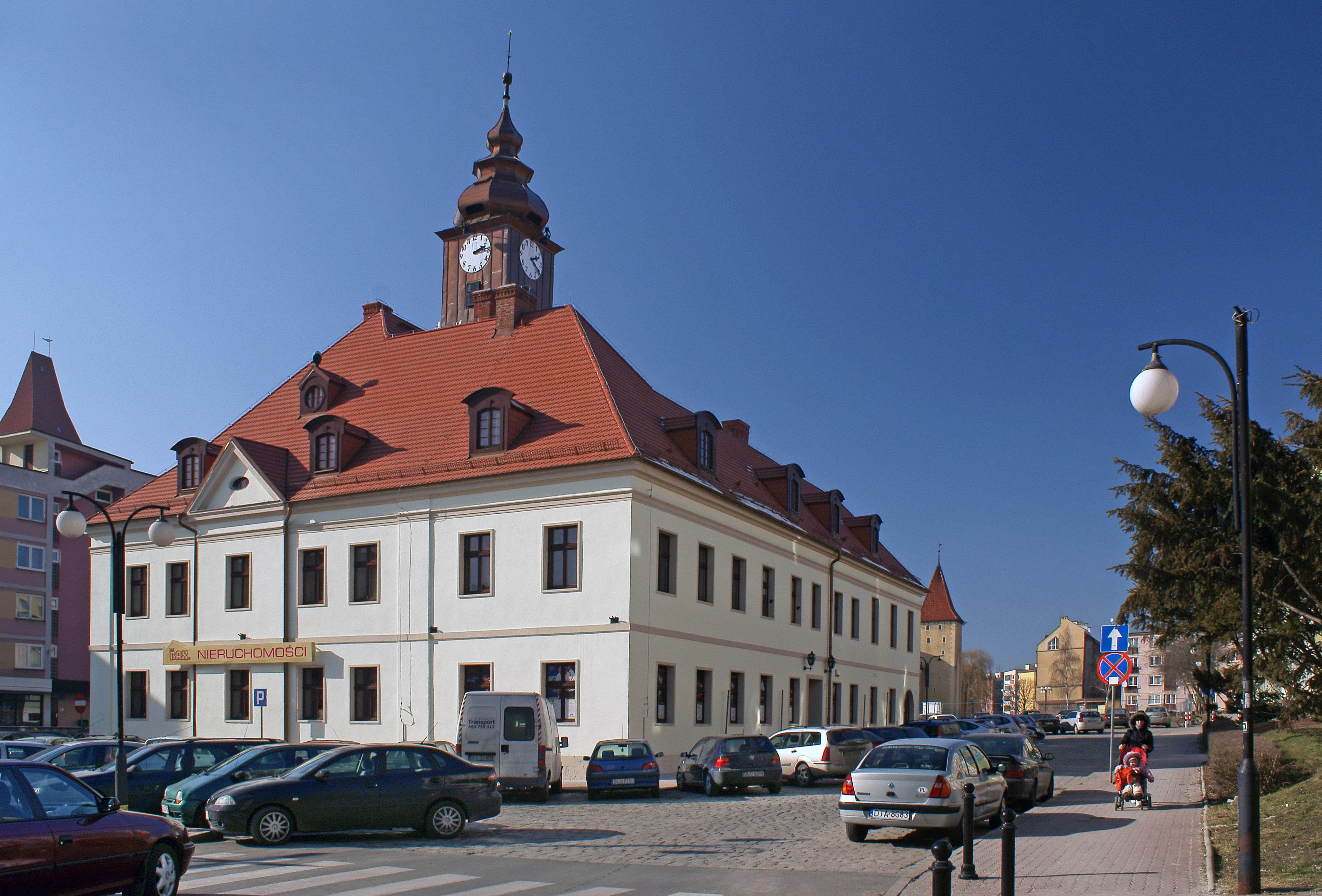
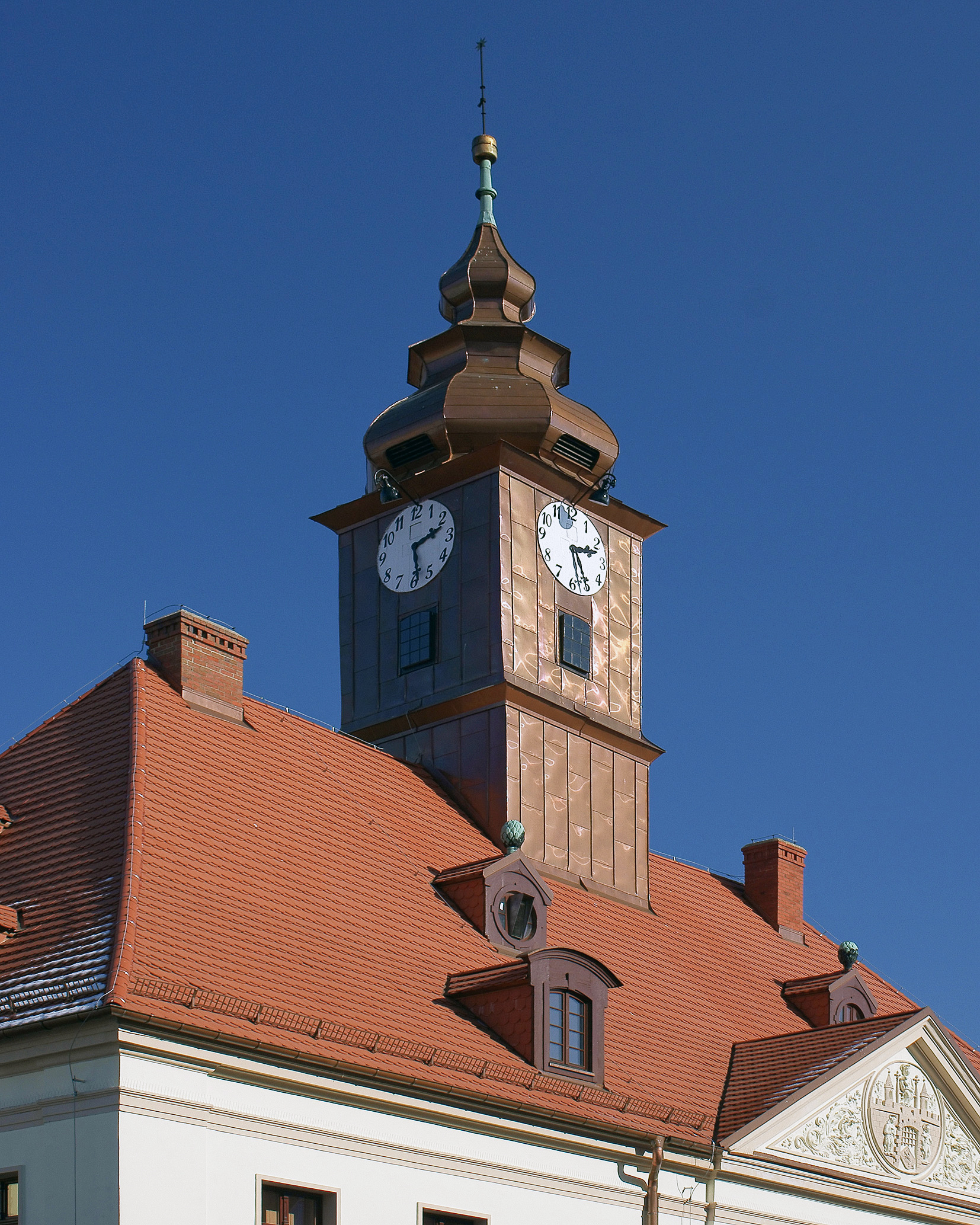